# 사이언스 탐정
《지금 배달 갑니다 - 사이언스 탐정》은 2021년 4월 2일부터 2021년 7월 2일까지 방송된 EBS 2TV의 과학 전문 어린이 프로그램이다.

## 기획 의도
일상속에서 일어나는 다양한 '과학적 원리'를 통해 주변에서 일어나는 다양한 과학적 원리를 '키워드'에 따라 MC 명탐정의 유머스러운 상황 설명과 함께 과학적 원리를 VCR 영상을 통한 어린이 프로그램이다.

## 방송 시간
| 방송 채널    | 방송 기간                       | 방송 시간                    | 방송 분량 |
| ------------ | ------------------------------- | ---------------------------- | --------- |
| EBS 2TV      | 2021년 4월 2일 ~ 2021년 7월 2일 | 매주 금요일 오후 3:00 ~ 3:15 | 15분      |
| EBS 플러스 2 | 2021년 4월 2일 ~ 2021년 7월 2일 | 매주 금요일 낮 12:15 ~ 12:30 | 15분      |

## 등장인물 소개
- MC 명탐정
- A.I. (인공지능)

## 같이 보기
관련 항목
- 과학

방송 프로그램
- 과학카페, 과학스페셜, 궁금한 일요일 장영실쇼 (KBS 1TV)
- 발칙한 사물 이야기 다빈치 노트, 과학수사대 스모킹 건 (KBS 2TV)
- 최고다! 호기심딱지 (EBS 1TV)
- 한자로 통(通)하는 삼국지 (EBS 2TV)
- 맨 인 블랙박스 (SBS TV)
- 한문철의 블랙박스 리뷰 (JTBC)
- 권용주, 김나진의 차카차카 (MBC 표준FM)